# Jabłonna (Lublino)
Jabłonna è un comune rurale polacco del distretto di Lublino, nel voivodato di Lublino.
Ricopre una superficie di 130,98 km² e nel 2007 contava 7 626 abitanti.

priklauso savivaldybei:Chmiel Pierwszy, Chmiel Drugi, Chmiel-Kolonia, Czerniejów, Czerniejów-Kolonia, Jabłonna Druga, Jabłonna Pierwsza, Jabłonna-Majątek, Piotrków-Kolonia, Piotrków Pierwszy, Piotrków Drugi, Skrzynice, Skrzynice Pierwsze, Skrzynice-Kolonia, Tuszów, Wierciszów, Wolnica.